# Nargus bicolor
Nargus bicolor é uma espécie de insetos coleópteros polífagos pertencente à família Leiodidae.
A autoridade científica da espécie é Coiffait, tendo sido descrita no ano de 1959.
Trata-se de uma espécie presente no território português.